# Pyknida

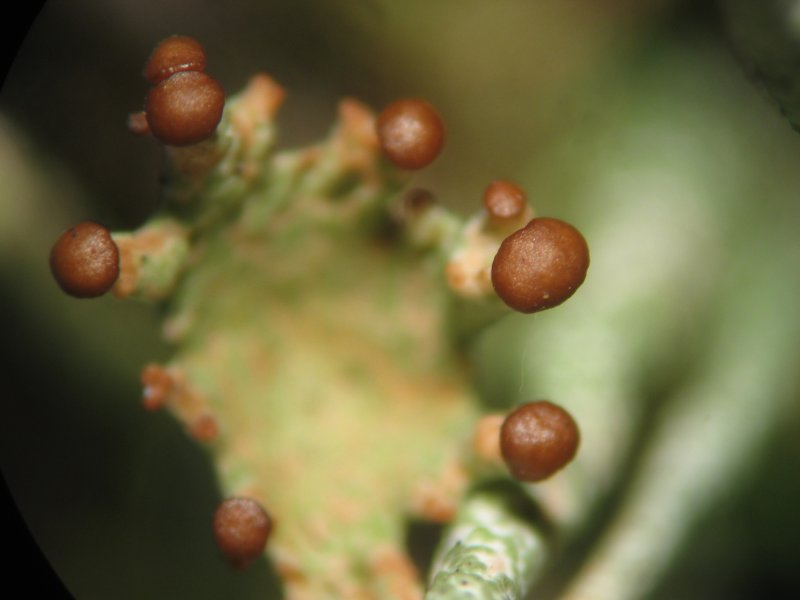
Pyknidy, zvětšené 30x

Pyknida (pyknidium) je dutá plodnice hub, na jejíž vnitřní straně se tvoří nepohlavní spory, tedy konidie (konkrétně někdy pyknidiospory). Podobné je mu perithecium, kde však vznikají askospory.